# Oligacanthorhynchus tortuosa
Oligacanthorhynchus tortuosa är en hakmaskart som först beskrevs av Joseph Leidy 1850.  Oligacanthorhynchus tortuosa ingår i släktet Oligacanthorhynchus och familjen Oligacanthorhynchidae. Inga underarter finns listade i Catalogue of Life.